# Carey Lowell
Carey Lowell (Huntington (New York), 11 februari 1961) is een Amerikaans actrice.
Lowell is geboren in Huntington, New York. In haar jeugd spendeerde ze de meeste tijd aan reizen samen met haar vader, James Lowell, die geoloog was. Direct na de middelbare school had ze zich ingeschreven bij de Ford modeling agency. Ze was een model voor cliënten zoals Ralph Lauren en Calvin Klein voordat ze ging acteren.
Bekende rollen van Lowell zijn onder andere; assistent ambtenaar van het Openbaar Ministerie Jamie Ross uit de televisieserie Law & Order. Ze speelt in de derde spin-off Law & Order: Trial by Jury.

## Privé
Haar eerste man was modefotograaf John Stember, met wie ze was getrouwd van 1984 tot 1988.
Ze is ook getrouwd geweest met de acteur Griffin Dunne van 1989 tot 1995 en heeft een dochter, Hannah Dunne, uit dat huwelijk.
Lowell trouwde met Richard Gere in 2002, na meerdere jaren daten. Het paar heeft een zoon, Homer James Jigme Gere, die is geboren voor hun trouwdag, in 2000.
Lowell en Gere steunen het bewaren van de Tibetaanse cultuur en doen ook aan Tibetaans boeddhisme.
In september 2013 gingen zij uit elkaar.

## Filmografie
- Dangerously Close (1986)
- Club Paradise (1986)
- Down Twisted (1987)
- Me and Him (1989)
- Licence to Kill (1989)
- The Guardian (1990)
- Road to Ruin (1991); televisiefilm
- Sleepless in Seattle (1993)
- Love Affair (1994)
- Leaving Las Vegas (1995)
- Duke of Groove (1996); televisiefilm
- Fierce Creatures (1997)
- More Than Meets the Eye: The Joan Brock Story (2003); televisiefilm

- Bibliothèque nationale de France: cb14042180s (data)
- Gemeinsame Normdatei: 1011425971
- International Standard Name Identifier: 0000 0001 1946 919X
- Library of Congress Control Number: no2002076759
- MusicBrainz: 96e2e85d-6ff1-46e3-bcf5-0d9093390b1f
- Nationale Bibliotheek van Tsjechië: xx0177065
- Nationale Bibliotheek van Polen: a0000001754262
- SNAC: w68m0p7x
- Système universitaire de documentation: 244281513
- Virtual International Authority File: 14973732
- WorldCat: E39PBJbGQCkgpHDbQrvKbtx7HC